# シノプリオサウルス
シノプリオサウルス (Sinopliosaurus)は前期白亜紀の中国に生息していた首長竜。淡水環境で生活していたとみられる。既知の標本は、歯と3つの椎骨からなるホロタイプ標本IVPP V140である。
1975年には侯連海らによって歯に基づいた種Sinopliosaurus fusuiensisが記載されたが、これは後にスピノサウルス科に属することが判明している。この歯は鋸歯がない点でスピノサウルス亜科と類似するが、畝がある点でバリオニクス亜科的である。S. fusuiensisはシアモサウルス・ステエトルニと同一でないにせよ近縁の分類群に属することが示唆されている。